# Pauline Crammer
Pauline Crammer, née le 14 février 1991 à Cucq, est une footballeuse française. En juin 2016, elle décide de stopper provisoirement le football pour donner naissance à un enfant. En juillet 2017, elle décide de rejouer, ce sera à Arras en D2.

## Biographie

### Club
Pauline Crammer débute en D1 avec le FCF Hénin-Beaumont en 2006. Elle marque son premier but lors de la seconde journée de championnat contre le FCF Juvisy en égalisant à 3-3 après que les Héninoises furent menées 3-0 à la mi-temps. Pauline Crammer, floquée du numéro 7, marque 12 buts en 20 matchs lors de la saison 2006-2007. La saison suivante est moins bonne, Pauline Crammer ne joue que 16 fois et n'inscrit que trois buts. 
Cependant lors de la saison 2008-2009, elle retrouve le chemin des filets marquant 14 buts en 18 matchs et ne s'arrête pas, marquant 13 buts en 20 matchs en 2009-2010.
Après la relégation d'Hénin-Beaumont à l'issue de la saison 2011-2012, elle signe avec le SV Zulte Waregem (Belgique).
Fin juin 2013, elle rejoint les rangs du RSC Anderlecht.

### En sélection

#### U-17
Son premier match sous le maillot français se déroule le 18 juin 2006 contre l'Italie avec les moins de 17 ans où elle entre à la 60e à la place de Cindy Lefèvre. Son premier but avec les bleues est inscrit le 3 juillet 2006 lors de la Nordic Cup contre le Danemark où elle ouvre le score dès la 9e minute de jeu. Elle dispute 26 matchs (dont 22 titulaire) avec les moins de 17 ans marquant un total de 20 buts.

#### U-19
Pauline Crammer passe dans la catégorie supérieure et joue le 24 avril 2009 les qualifications du championnat d'Europe 2009 contre le pays de Galles et marque son premier but chez les moins de 19 ans.
Elle est sélectionnée pour le championnat d'Europe mais la France s'incline lors de son premier match contre l'Allemagne 2-1. Elle ne joue que trente minutes contre le Bélarus (victoire 3-0). Elle joue la totalité du match contre la Suisse et marque son seul but de la compétition. La France est éliminée par la Suède en demi-finale 5-2.
Elle se fait pardonner son Euro décevant et marque trois buts face à la Géorgie lors du premier tour de l'Euro 2010, deux face à la Turquie et un contre la Serbie. La France arrive en finale de l'Euro et le remporte grâce à un but de Pauline Crammer et un de Rose Lavaud.

#### U-20
Elle fait un passage chez les moins de 20 ans pour la Coupe du monde de football féminin des moins de 20 ans 2010. Le premier match est un match nul contre la Colombie, le deuxième une victoire sur le Costa Rica et le troisième une défaite face au pays hôte l'Allemagne, la France s'incline 4-1 et Pauline Crammer marque le seul but français. La France finit troisième et est éliminée.

#### Équipe de France
Pauline Crammer fait son premier match sous le maillot de l'équipe A le 19 novembre 2010 contre la Pologne et rentre avant la mi-temps à la place de Gaëtane Thiney.

## Distinctions individuelles
- Meilleure buteuse avec le RSC Anderlecht en 2014 avec 21 buts